# Гігін
Святий Гігін (лат. Hyginus; ? — 1 січня 142, Рим, Стародавній Рим) — дев'ятий папа Римський близько 138 до 142 років.

## Біографія
Згідно з Liber Pontificalis, Гігін народився в Афінах. Він запровадив інститут хрещених батьків під час хрещення та встановив ієрархію та порядок старшинства у церкві (Hic clerum composuit et distribuit gradus).
Іреней Ліонський згадує, що гностик Валентин прибув у Рим під час правління Гігіна і залишався там до понтифікату Анікета. Кердон, інший гностик і попередник Маркіона, також жив у Римі у часи служіння Гігіна. Він визнав свої помилки та зміг повернутися в лоно Церкви, але зрештою знову впав у єресь і був відлучений від Церкви. Джерела не містять інформації про те, що Гігін помер мучеником. Він був похований на Ватиканському пагорбі, поруч з могилою святого Петра.
Католицька церква відзначає 11 січня як день пам'яті святого Гігіна.